# ویویان آسیی
ویویان آسیی (انگلیسی: Viviane Asseyi؛ زادهٔ ۲۰ نوامبر ۱۹۹۳) بازیکن فوتبال اهل فرانسه است که در حال حاضر برای باشگاه فوتبال زنان وستهام یونایتد بازی می‌کند.
از باشگاه‌هایی که در آن بازی کرده است می‌توان به باشگاه فوتبال زنان مون‌پلیه و باشگاه فوتبال روآن اشاره کرد.
وی همچنین در تیم‌های ملی فوتبال زیر ۱۷ سال، زیر ۱۹ سال، زیر ۲۳ سال و زنان فرانسه بازی کرده است.

## دوران باشگاهی
آسیی کار خود را در سن ۶ سالگی با تیم نیمه حرفه‌ای باشگاه ورزشی کوویلی آغاز کرد. به دلیل اینکه کوویلی بخشی برای زنان نداشت، در سن ۱۶ سالگی در یک تیم مختلط که عمدتاً از بازیکنان مرد تشکیل شده بود، بازی می‌کرد. او بعداً به بخش زنان باشگاه فوتبال زنان روآن پیوست، جایی که این جوان در ۲۸ بازی مجموعاً ۲۳ گل به ثمر رساند. او در میانه فصل ۲۰۰۹–۱۰، در ژانویه ۲۰۱۰ به مون‌پلیه پیوست و تا زمان انتقال به تیم زنان المپیک مارسی در آستانه فصل ۲۰۱۶–۱۷، در آنجا بازی کرد.
در سال ۲۰۲۰، در میان دنیاگیری کووید-۱۹، او به باشگاه فوتبال زنان بایرن مونیخ در آلمان منتقل شد. با ورود او به باشگاه، بنجامین پاوارد، هموطن فرانسوی‌اش که برای تیم مردان بازی می‌کرد، از او استقبال کرد. او پیش از این در مورد انتقال به بایرن یک سال صحبت کرده بود.
در نخستین بازی‌اش در بوندسلیگا در روز نخست مسابقات مقابل باشگاه فوتبال زاند، آسیی گل زد و بایرن مونیخ را تنها دو دقیقه بعد از شروع بازی پیش انداخت. در نوامبر او در حین یک دوره تمرینی ملی دچار آسیب‌دیدگی مچ پا شد و چند روز بعد تحت عمل جراحی قرار گرفت. در اوایل مارس ۲۰۲۱، او به میدان بازگشت و بلافاصله در برابر فرایبورگ گل دیگری به ثمر رساند و در پایان فصل با بایرن مونیخ قهرمان بوندسلیگا شد. یک سال بعد، یکی از گل‌های او - که با ضربه قیچی برگردان در برابر باشگاه فوتبال زنان کلن به ثمر رسید - به عنوان گل ماه مارس ۲۰۲۲ از سوی تماشاگران با اختلاف زیاد انتخاب شد.
در ۲ اوت ۲۰۲۲، آسیی به باشگاه لیگ برتری وستهام یونایتد در انگلستان، پیوست. در یک بازی خانگی در فصل ۲۰۲۳–۲۴ مقابل باشگاه فوتبال زنان منچستر یونایتد، او گل تساوی را در دقیقه ۸۵ به ثمر رساند.

## دوران ملی

### جوانان
ویوان آسه‌ای در مجموع ۳۲ بازی برای تیم‌های ملی جوانان فرانسه در گروه‌های سنی زیر ۱۶، زیر ۱۷ و زیر ۱۹ انجام داد. در دور دوم مرحله مقدماتی قهرمانی زیر ۱۹ سال زنان اروپا در سال ۲۰۱۲، او گل روز را در برابر هلند به ثمر رساند.

### بزرگسالان
در ژوئن ۲۰۱۳، مربی تیم ملی بزرگسالان، برونو بینی، او را برای نخستین بار به یک دوره آماده‌سازی برای قهرمانی اروپا در سال ۲۰۱۳ دعوت کرد و سپس آسیی را به جای لائیتیتیا توناززی که در حال بازنشستگی بود، به تیم فراخواند. در ۲۹ ژوئن ۲۰۱۳، او در سن ۱۹ سالگی در یک بازی دوستانه مقابل تیم ملی فوتبال زنان نروژ برای اولین بار کرد. جانشین بینی، فیلیپ برژرو، او را به‌طور متناوب و عمدتاً به عنوان بازیکن تعویضی استفاده کرد. مربی جدید ملی کورین دیاکره حتی در پاییز ۲۰۱۷ آسیی را در ترکیب اصلی قرار داد و این مهاجم اولین گل خود را به ثمر رساند. ویویان آسیی همچنین در لیست ۲۳ نفره فرانسه برای جام جهانی فوتبال زنان ۲۰۱۹ که در خاک فرانسه برگزار شد، قرار گرفت.
او برای جام جهانی فوتبال زنان ۲۰۲۳ در استرالیا و نیوزیلند دعوت شد و در دو بازی از پنج بازی تیمش به میدان رفت. تیم او در مرحله یک‌چهارم نهایی پس از ضربات پنالتی مقابل تیم ملی فوتبال زنان استرالیا حذف شد.